# Tegelkällaren i Malmö
Tegelkällaren i Malmö är en bevarad medeltida källare i Malmö, troligen från sent 1300-tal. Källaren, som ligger invid Kalendegatan, upptäcktes av malmöforskaren Einar Bager på 1950-talet. Han hade i gamla uppteckningar funnit uppgifter om en äldre källare under det då stående huset från 1800-talet. Genom en dold, smal lucka lyckades han komma ner i den till hälften bevarade källaren. När all bebyggelse i kvarterets östra del revs under slutet av 1950-talet bevarades källaren inbyggd i det moderna huskomplexet. Vid restaureringen var planerna att använda källaren som borgerligt vigselrum. Den är i dag tillgänglig från huvudentrén mot Kalendegatan.
Två av fyra kryssvalv i tegel är bevarade. Källaren har haft en uppgång mot Kalendegatan samt en fönsteröppning mot samma gata. Mot gården har det funnits en smalare dörröppning.